# Coalition civique (Pologne)
Pour les articles homonymes, voir Coalition civique.
La Coalition civique (en polonais : Koalicja Obywatelska, abrégé en KO) une coalition politique polonaise fondée par la Plate-forme civique et .Moderne dans la perspective des élections locales de 2018. En juin 2019, il est annoncé que la coalition est reconduite pour les élections parlementaires de 2019. Les Verts annoncent à la fin du mois de juillet 2019 leur participation à ces élections au sein de la coalition. En août 2019, le Mouvement pour l'autonomie de la Silésie et d'autres organisations silésiennes rejoignent la coalition.

## Composition
| Nom | Nom                                      | Idéologie                                    | Positionnement         | Leader                                 | Députés   | Sénateurs | Députés européens | Diétines  |
| --- | ---------------------------------------- | -------------------------------------------- | ---------------------- | -------------------------------------- | --------- | --------- | ----------------- | --------- |
|     | Plate-forme civique                      | Libéral-conservatisme, démocratie chrétienne | Centre à centre droit  | Donald Tusk                            | 144 / 460 | 41 / 100  | 20 / 53           | 152 / 552 |
|     | .Moderne                                 | Libéralisme, libéralisme économique          | Centre                 | Adam Szłapka                           | 6 / 460   | 0 / 100   | 0 / 53            | 29 / 552  |
|     | Initiative polonaise                     | Progressisme, anticléricalisme               | Centre à Centre gauche | Barbara Nowacka                        | 3 / 460   | 0 / 100   | 1 / 53            | 1 / 552   |
|     | Les Verts                                | Écologie politique, altermondialisme         | Centre gauche à gauche | Przemysław Słowik et Urszula Zielińska | 3 / 460   | 0 / 100   | 0 / 53            | 0 / 552   |
|     | Agrounia                                 | Agrarisme                                    | Gauche chrétienne      | Michał Kołodziejczak                   | 1 / 460   | 0 / 100   | 0 / 53            | 0 / 552   |
|     | Mouvement pour l'autonomie de la Silésie | Régionalisme silésien, libéralisme           | Centre                 | Jerzy Gorzelik                         | 0 / 460   | 0 / 100   | 0 / 53            | 0 / 552   |

## Résultats électoraux

### Élections parlementaires
| Année | Diète     | Diète | Diète     | Diète    | Sénat     | Sénat | Sénat     | Sénat    | Gouvernement                              |
| Année | Voix      | %     | Députés   | Position | Voix      | %     | Sénateurs | Position | Gouvernement                              |
| ----- | --------- | ----- | --------- | -------- | --------- | ----- | --------- | -------- | ----------------------------------------- |
| 2019  | 5 060 355 | 27,4  | 134 / 460 | 2e       | 6 490 306 | 35,7  | 43 / 100  | 2e       | Opposition                                |
| 2023  | 6 629 402 | 30,7  | 157 / 460 | 2e       | 6 187 295 | 28,91 | 41 / 100  | 1re      | Opposition (2023), Tusk III (depuis 2023) |

### Élections présidentielles
| Année | Candidat          | 1er tour  | 1er tour | 1er tour | 2e tour    | 2e tour | 2e tour |
| Année | Candidat          | Voix      | %        | Rang     | Voix       | %       | Rang    |
| ----- | ----------------- | --------- | -------- | -------- | ---------- | ------- | ------- |
| 2020  | Rafał Trzaskowski | 5 917 340 | 30,46    | 2e       | 10 018 263 | 48,97   | 2e      |

### Élections locales
| Année | %     | Conseillers |
| ----- | ----- | ----------- |
| 2018  | 26,97 | 194 / 552   |